# Rassemblement étudiant de droite
Pour les articles homonymes, voir Red.
Le Rassemblement étudiant de droite (RED) est un ancien mouvement étudiant de droite dure actif au cours des années 2000. Il regroupait des étudiants et des militants nationalistes et identitaires.

## Origine
La création du Rassemblement étudiant de droite au sein de l'université Paris II Panthéon-Assas, plus communément appelée Assas, peut être reliée à la disparition au début des années 2000 du Groupe union défense (GUD), mouvement d'extrême droite très actif dans les années 1970 et 1980, présent dans cette même université.
Le RED fit pour la première fois son apparition en région parisienne en 2004 lors d'élections du CROUS auxquelles il présenta des candidats.

## Historique

### Structure et résultats électoraux
Sa structure est très légère et floue. En 2007, il est essentiellement présent à l'université Paris II Panthéon-Assas et dans une moindre mesure à Versailles, Lille, Toulon, Nantes, et Nice. Son deuxième élu obtenu à Assas en 2006 lui permet d'obtenir un local fourni par l'université, déclenchant une manifestation de protestation organisée par l'UNEF, la Confédération étudiante et l'UEJF. Ceux-ci accusent l'organisation de propager des thèses racistes et antisémites, et d'être à l'origine de l'agression d'une responsable de l'UNEF lors des manifestations contre le contrat première embauche. 
Lors des élections au CROUS de Paris du 12 décembre 2006, le RED a obtenu 3,82 % (551 voix) des suffrages exprimés (3,67 % en 2004),. Un premier scrutin, par la suite annulé compte tenu de son déroulement lors du mouvement contre le CPE qui a perturbé le fonctionnement normal des UFR, avait vu le RED dépasser les 8 % à Paris (8,03 %) et à Versailles (8,7 %),.
Aux élections universitaires de 2008, le RED obtient en Aquitaine 6 % des suffrages et  s'est vu attribuer jusqu'à 17 % des voix lors des élections du CROUS de Pau sur le site de l'UFR de Bayonne, et 45 % des voix chez les différents BTS le 3 avril 2008. Le RED a pourtant perdu son siège à l'UFR à la suite de la dissolution de sa section bayonnaise.
À Lille, le RED qui avait obtenu près de 4 % en 2006[réf. nécessaire], atteint en 2008 5,18% (avec un taux de participation de 7,90%),.

### Manifestations
En février 2004, le RED perturbe « via l'usage d'un cor de chasse, de hurlements, d'insultes et d'exhibitions de parties intimes », la tenue par Simone Veil d'une conférence à Assas sur le droit à l'interruption volontaire de grossesse.
Le RED s'attaque aussi à certaines revendications des associations LGBT comme durant le salon Rainbow Attitude Expo en octobre 2005 où des militants de cette organisation envahirent avec violence la scène principale en bousculant les artistes pour scander des slogans hostiles au mariage et à l'adoption pour les couples homosexuels et en déployant une banderole sur laquelle était inscrit « Nous sommes tous enfants d'hétéros ». Selon le syndicat, cette action au salon serait une réponse au mariage symbolique effectué par Act Up-Paris le 5 juin 2005 dans la Cathédrale Notre-Dame de Paris (sur ce second événement, comme sur le premier, les récits du RED et des associations homosexuelles divergent fortement). 
Lors du lancement du projet de loi pour l'égalité des chances et durant le mouvement d'opposition qui s'est ensuivi, le RED a créé le Comité étudiant de soutien au CPE et s'est mobilisé pour défendre le CPE, davantage dans l'optique de récupérer les électeurs de l'UNI que par réelles convictions.
Le RED a participé, le dimanche 12 mars 2006, à la manifestation anti-blocage Place de la Sorbonne, qui a réuni 100 personnes selon France 2, réclamant la « libération des facultés » et la « liberté pour les étudiants d'étudier ».
Il participe, les 14 et 16 mars, à la contre-manifestation menée par plusieurs organisations d'extrême droite ou assimilées rassemblées sous la bannière « Parasites hors des facs » et voit certains de ses militants interpellés pour l'occasion. Afin de leur venir en aide, le RED s'associe avec le Front national de la jeunesse et le Renouveau français afin de constituer le Comité de soutien aux victimes de la répression (CSVR).
Le 4 avril 2006, des militants du RED agressent la responsable de l'UNEF de Paris II lors d'une réunion d'information sur le CPE qui s'est tenue sur le parvis de l’université. Cette agression a donné lieu a une plainte pour coups et blessures. Selon le RED, cette réunion avait pour but de provoquer le blocage de Paris II, ce qui justifierait selon eux d'en empêcher la tenue.
Le 28 octobre 2006, à l'appel de plusieurs organisations dont le RED, des militants de celui-ci participent place Saint-Michel (après l'annulation par la préfecture de police de Paris du rassemblement prévu place du Châtelet) à un rassemblement aux cris de « Communistes assassins » commémorant l'insurrection de Budapest en 1956.

### Mise en cause par la justice
À la suite d'une opération punitive menée le 16 mars 2007 contre le Lycée autogéré de Paris (XVe arrondissement), un professeur passé à tabac ayant des blessures sérieuses s'étant vu prescrire une interruption temporaire de travail (ITT), une enquête de la 3e division de police judiciaire de Paris a amené la convocation puis la mise en garde à vue le 22 mai 2007 de cinq membres du RED qui ont nié les faits.
Selon le quotidien Libération, les perquisitions qui ont suivi ont permis de découvrir au domicile des inculpés « des armes de guerre factices, genre répliques de kalachnikovs, de véritables fusils et pistolets, des couteaux de combat et de chasse, des sabres japonais, une hache et une batte de baseball ». Les cinq militants ont été mis en examen pour « violences en réunion avec arme ».
Le 27 mai 2007, le RED dément « toute implication dans les incidents ayant eu lieu aux abords du lycée autogéré de Paris ».

### Dissolution
À la suite de différents internes, le mouvement s'auto-dissout en mars 2009[réf. nécessaire]. En 2010, Édouard Klein, à la tête du RED depuis 2008, tente sans succès de recréer le GUD.
Une organisation étudiante, sans lien certain avec le RED initial, opère à Angers. Ses actions se sont intensifiées depuis la dissolution de L'Alvarium en 2022, laissant supposer une tentative de reconstitution de ligue dissoute.

## Positionnement
Le RED s'inscrit dans les thématiques classiques des mouvances d'extrême droite — commémorant par exemple les manifestations antiparlementaires du 6 février 1934 avec le Renouveau français ou le « martyre » de Robert Brasillach — et a ainsi pris position pour la peine de mort, contre l'avortement, contre le projet de traité établissant une Constitution pour l'Europe et a mené une campagne contre le mariage homosexuel qu'il associe à un « péril rose », lequel se traduirait par le « triste orchestre de la pensée unique gay et du communautarisme homo ».  
Lors des élections Crous de 2006, le syndicat fait campagne sur le fait de « remettre de l'ordre dans les campus » mais aussi pour « le gel du prix du ticket de RU, le stationnement gratuit autour des facs, la non-discrimination entre les étudiants du public et ceux du privé » selon la tête de liste lilloise de l'organisation.  

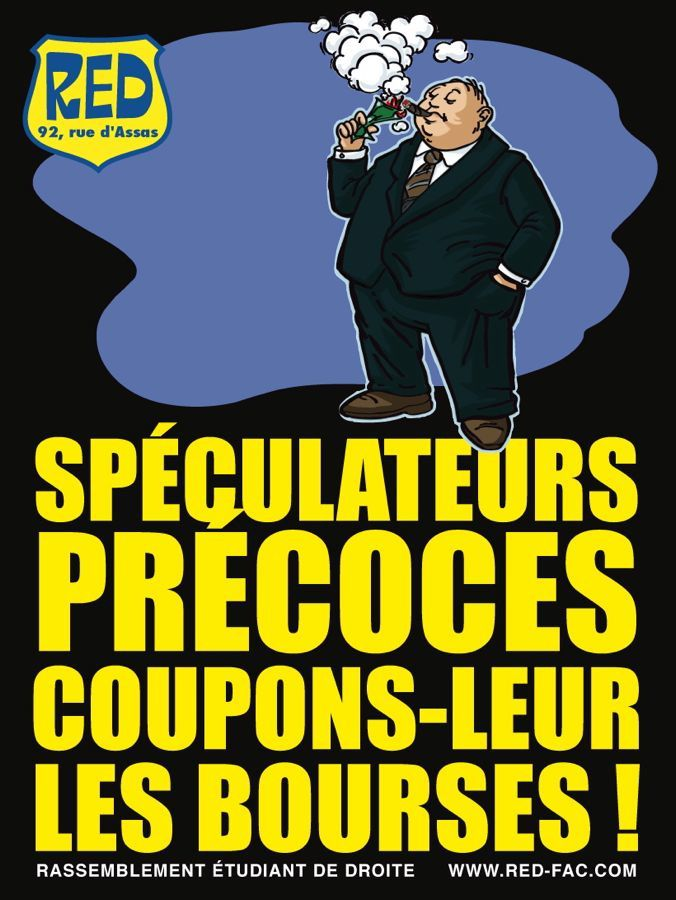
Affiche du RED, peu avant leur auto-dissolution

Le RED refuse l'étiquette de syndicat étudiant. Par ailleurs, il s'oppose, parfois avec violence, aux syndicats déjà existants, particulièrement l'UNEF au sein de l'université de Paris II.

### Liens avec le Front national et les autres organisations nationalistes
Bien qu'ils se déclarent indépendants de tout parti politique, les militants du RED sont amenés lors de leurs actions à se rapprocher de membres du Front national ou des mouvances nationalistes, identitaires ou catholiques traditionalistes. Selon le magazine Basta!, le RED regrouperait des « jeunes du Front national de la jeunesse, du Renouveau français, des royalistes ou des partisans de Philippe de Villiers ».
L'un des fondateurs et ancien porte-parole du RED, Romain Vincent, fut candidat Front national de la 9e circonscription du Val-de-Marne aux élections législatives de 2007. Sa campagne électorale avait par ailleurs mobilisé de nombreux militants du RED.
Le RED a lancé sa publication, Le Dissident, à l'occasion de la fête des Bleu-blanc-rouge du Front national en 2006. Marquée par une thématique nationaliste-révolutionnaire, celle-ci ne connut que deux numéros.

## Représentativité
N'ayant pas obtenu d'élus au CNOUS ou au CNESER, le RED n'a jamais été reconnu comme représentatif par le Ministère de l'Enseignement supérieur.